# Verbandsliga 1931-1932
L'edizione 1931-32 della Verbandsliga vide la vittoria finale del Bayern Monaco.
Capocannoniere del torneo fu Karl Ehmer (Eintracht Francoforte), con 7 reti.

## Partecipanti
| Squadra                 | qualificata come                                                                        |
| Hindenburg Allenstein   | Campione Nordostdeutscher                                                               |
| Viktoria Stolp          | Vicecampione Nordostdeutscher                                                           |
| Beuthener SuSV          | Campione Südostdeutscher                                                                |
| Breslauer SC 08         | Vicecampione Südostdeutscher                                                            |
| Tennis Borussia Berlino | Campione Berlin-Brandenburg                                                             |
| SC Minerva 93           | Vicecampione Berlin-Brandenburg                                                         |
| PSV Chemnitz            | Campione Mitteldeutscher                                                                |
| Plauener SuBC           | Vicecampione Mitteldeutscher                                                            |
| Amburgo                 | Campione Norddeutscher                                                                  |
| Holstein Kiel           | Vicecampione Norddeutscher                                                              |
| Schalke 04              | Campione Westdeutscher                                                                  |
| Borussia Fulda          | Vicecampione Westdeutscher                                                              |
| VfL Benrath             | In rappresentanza delle squadre qualificate al terzo turno del campionato Westdeutscher |
| Eintracht Francoforte   | Campione Süddeutscher                                                                   |
| Bayern Monaco           | Vicecampione Süddeutscher                                                               |
| Norimberga              | Terzo classificato nel campionato Süddeutscher                                          |

## Fase finale

### Ottavi di finale
| Norimberga | 5 – 2 | Borussia Fulda |

| Amburgo | 3 – 1 | VfL Benrath |

| Bayern Monaco | 4 – 2 | SC Minerva 93 |

| Schalke 04 | 5 – 4 dts | Plauener SuBC |

| Hindenburg Allenstein | 0 – 6 | Eintracht Francoforte |

| TeBe Berlino | 3 – 0 | Viktoria Stolp |

| Breslauer SC 08 | 1 – 4 | Holstein Kiel |

| PSV Chemnitz | 5 – 1 | Beuthener SuSV |

### Quarti di finale
| Schalke 04 | 4 – 2 | Amburgo |

| Holstein Kiel | 0 – 4 | Norimberga |

| SG Eintracht Francoforte | 3 – 1 | Tennis Borussia Berlino |

| PSV Chemnitz | 2 – 4 | Bayern Monaco |

### Semifinali
| Bayern Monaco | 2 – 0 | Norimberga |

| SG Eintracht Francoforte | 2 – 1 | Schalke 04 |

### Finale
| Bayern Monaco | 2 – 0 | SG Eintracht Francoforte |

## Verdetti
- Bayern Monaco campione della Repubblica di Weimar 1931-32.